# Gestion par résultats
Pour les articles homonymes, voir GAR.
La gestion par résultats (GPR) est un mode de gestion qui mise simultanément sur l'amélioration continue de la qualité des services aux citoyens, l'optimisation des ressources disponibles (considérant leur rareté) et la conformité aux règles administratives (considérant l'imputabilité des dirigeants publics),.
Dans ces premières manifestations, la GPR était opérée sous l'acronyme GAR (gestion axée sur les résultats). L'accent était mis sur les Résultats comme finalité en soi de l'action publique. Les tensions organisationnelles causés par les comportements déviants que la GAR a généré ont permet de déplacer les Résultats vers l'axe des moyes : la mesure et l'évaluation des Résultats de l'action publiques doivent servir comme à l'amélioration continue des services aux citoyens (populations et entreprises), à l'optimisation progressive des ressources (efficience et économie) et à la délimitation des rôles et responsabilités des dirigeants publics tenant compte des lois, règles et normes en vigueur.
Les efforts de gestion, concentrés dès la conception des services aux citoyens, sur la mesure et l'évaluation systématiques de la quantité et de la qualité des résultats obtenus par les gestionnaires, les administrateurs et les élus, situés à tous les niveaux de l'action publique, permettent à court, moyen et long termes de maitriser la performance des organisations de l'État (Mazouz, 2017)

## Enjeux de la gestion par résultats
La GPR constitue aujourd'hui un cadre officiel de gestion publique institutionnalisé par plusieurs États, gouvernements et institutions internationales financières et non financières (dont l'OCDE, le PNUD, Banque mondiale, la Banque africaine de développement...). C'est le cas de la Loi sur l'administration publique au Québec, la Loi organique sur les lois des finances en France, la Loi générale sur la performance par les résultats (Government Performance and Results Act ou GPRA) aux États-Unis, etc.
Vue sous l'angle de la gouvernance publique, l'institutionnalisation de la GAR n'est pas sans conséquences tensionnelles.
Dans son approche générale, la GPR permet aux administrateurs et gestionnaires publics d'améliorer de manière continue les résultats de leurs administrations publiques et différents organismes étatiques, territoriaux et sectoriels. Par résultats, Mazouz et Leclerc (2008) puis Mazouz ed. (2017) font référence "aux extrants, spécifiques et mesurables, d'un système d'offre de services publics. La mesure, l'évaluation, les indicateurs de performance, les moyens appropriés de vérification, la reddition de comptes, la responsabilité éthique des dirigeants et employés des secteurs publics font partie des outils de la GPR.

## Nature de gestion par résultats
Quatre catégories de Résultats sont identifiées par Mazouz et al, (2008 et 2017) :

### Résultats de prestation
Liés aux attributs des services offerts par un organisme public à la population /entreprises /autres organismes publics. Ex. courtoisie du personnel d'accueil, rapidité, confidentialité, accessibilité...etc.

### Résultats de gestion
Liés aux processus internes de l'organisation (activités, tâches, interdépendances, rôles et responsabilités, coûts et délais) et à sa capacité de transformer les ressources, mises à la disposition de ses gestionnaires, en biens et services. Ex. amélioration des conditions de travail pour les employés...etc.

### Résultats d'orientation
Liés à son système de prise de décision au plus haut niveau hiérarchique de l'organisation. Ex. clarté des choix stratégiques, clarté de la vision stratégique défendue par la haute direction, pertinence des projets stratégiques retenus par la direction, effets et impacts des décisions antérieures

### Résultats d'amélioration globale
Liés au système d'évaluation de l'organisation. Ex. une prise en compte simultanée des trois catégories de résultats évoqués ci-dessus.